# Морисигэ-рю
Морисигэ-рю (яп. 森重流) — древняя школа ходзюцу, классическое боевое искусство Японии, основанное приблизительно во второй половине XVIII века мастером по имени Морисигэ Юкиэ Субэёси.

## История
Школа Морисигэ-рю была основана приблизительно во второй половине XVIII века мастером по имени Морисигэ Юкиэ Субэёси (яп. 森重靱負都由, 1759—1816). В зрелые годы создатель школы считался одним из экспертов в области огнестрельного оружия и военного кораблестроения в провинции Ямагути.
Бурное развитие школы началось в начале 1800-х годов. Морисигэ Юкиэ Субэёси скончался в 1816 году, оставив после себя большое количество обученных стрелков и множество свитков об артиллерии, тактике боя отрядов, вооруженных огнестрельным оружием, и даже о применении мин на суше и на море.
До реставрации Мэйдзи школа Морисигэ-рю находилась на службе самурайского клана Эндо, владевшего округой городка Ханагаяма и прилегающими горами, где добывали компоненты для изготовления пороха. После реставрации Мэйдзи Япония стала осваивать в готовом виде европейские военные технологии, вследствие чего искусство Морисигэ-рю было отброшено как устаревшее и не соответствующее современному вооружению и технике ведения боя. Может оно бы и исчезло безвозвратно, если бы не студент университета Васэда по имени Андзаи. Он, случайно, копаясь в книжном развале букиниста в районе Уэно, Токио, наткнулся на учебник школы Морисигэ-рю. Под руководством и с разрешения Морисигэ Тамидзо, он с нуля восстановил традиции школы, написал несколько публикаций на тему ходзюцу. Со временем и после длительных тренировок Андзаи получил титул 7-го сокэ стиля Морисигэ-рю.
По состоянию на 2011 год школа Морисигэ-рю входит в состав организации Нихон Кобудо Кёкай, а возглавляет её Оно Масахару (яп. 小野尾正治), сменивший на посту руководителя мастера Адзаи Минору (яп. 安斎實). Ему помогает сихан Кэндзи Симудзу.

## Программа обучения
В настоящее время в школе практикуются с мушкетами 12,5—15 мм. Учебный план школы состоит из изучения теоретического курса, обучения отдельным приёмам обращения с оружием и изучения и практики ката.
Всего в программе обучения школы 7 ката:
1. Иханадаси но ката;
2. Хидзадайханаси но ката;
3. Тюханаси но ката;
4. Татиханаси но ката;
5. Гякухидзаханаси но ката;
6. Морориханаси но ката;
7. Кохиханаси но ката.